# Franz Krawutschke

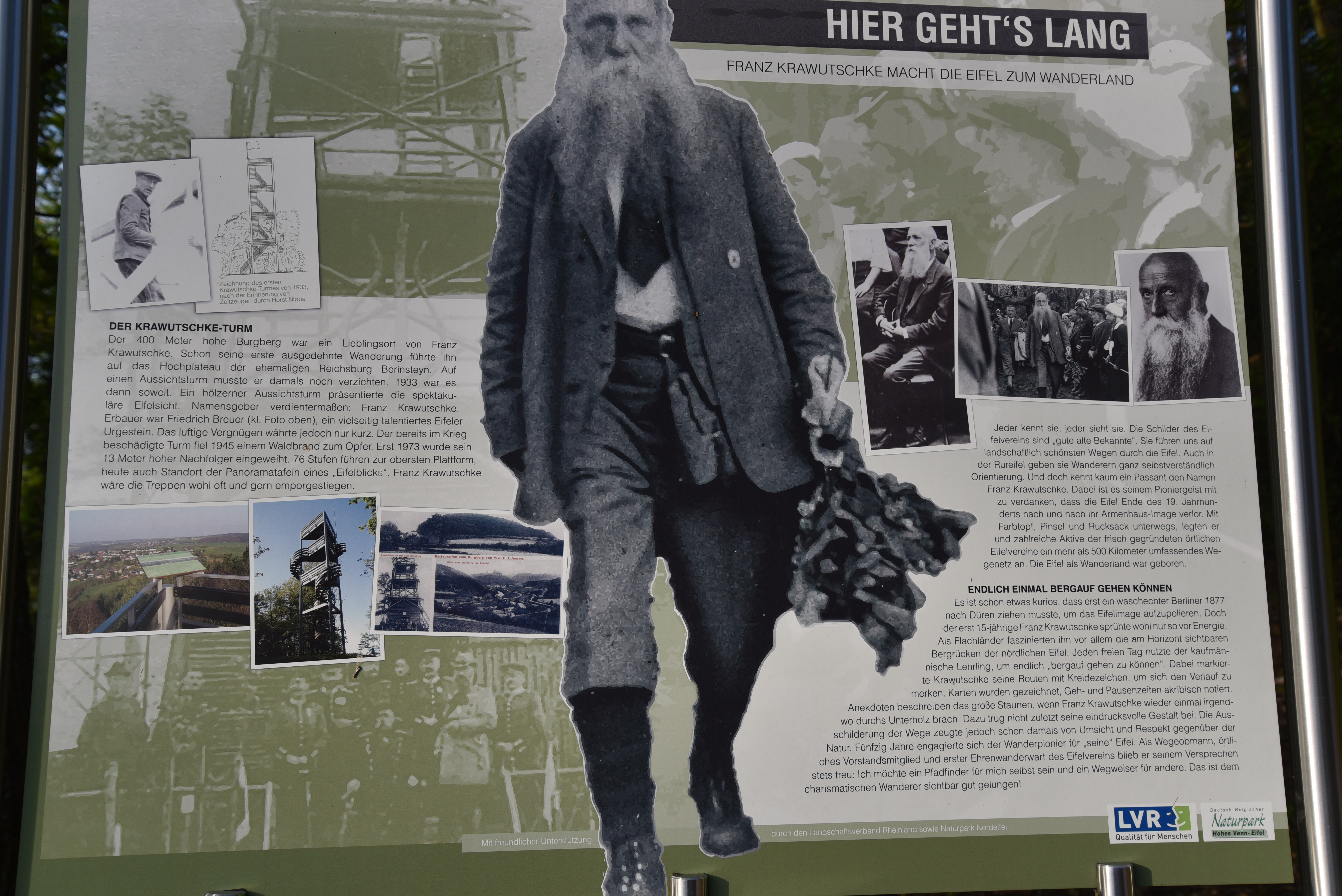
Informationstafel am Burgberg (Bergstein)

Franz Krawutschke (* 9. Dezember 1862 in Berlin; † 25. Mai 1940 in Düren) erschloss in fast 50-jähriger Arbeit das Wanderwegenetz der Eifel. Er war Mitglied der Ortsgruppe Düren des Eifelvereins.
Von Beruf war Krawutschke Prokurist bei der Dürener Anker-Teppichfabrik. Beim Eifelverein war er lange Zeit in einer Person Schriftführer, Kassenwart, Geschäftsführer und Wegeobmann. 1877 begann Krawutschke die Eifel von Düren aus zu erkunden und Wanderwege zu markieren. Zu seinem 50-jährigen Wanderjubiläum widmete ihm der Heimatdichter Josef Schregel ein Gedicht.
Nach ihm benannt wurden der 1934 auf dem Burgberg bei Bergstein eingeweihte Aussichtsturm Krawutschketurm und der unter anderem am Burgberg verlaufende Krawutschke-Weg.
Krawutschke wurde 1939 vom Eifelverein zum ersten „Ehrenwanderwart“ ernannt.
| Personendaten    | Personendaten                                                                 |
| ---------------- | ----------------------------------------------------------------------------- |
| NAME             | Krawutschke, Franz                                                            |
| KURZBESCHREIBUNG | deutscher Funktionär des Eifelvereins, erschloss das Wanderwegenetz der Eifel |
| GEBURTSDATUM     | 9. Dezember 1862                                                              |
| GEBURTSORT       | Berlin                                                                        |
| STERBEDATUM      | 25. Mai 1940                                                                  |
| STERBEORT        | Düren                                                                         |